# Rotenkogel

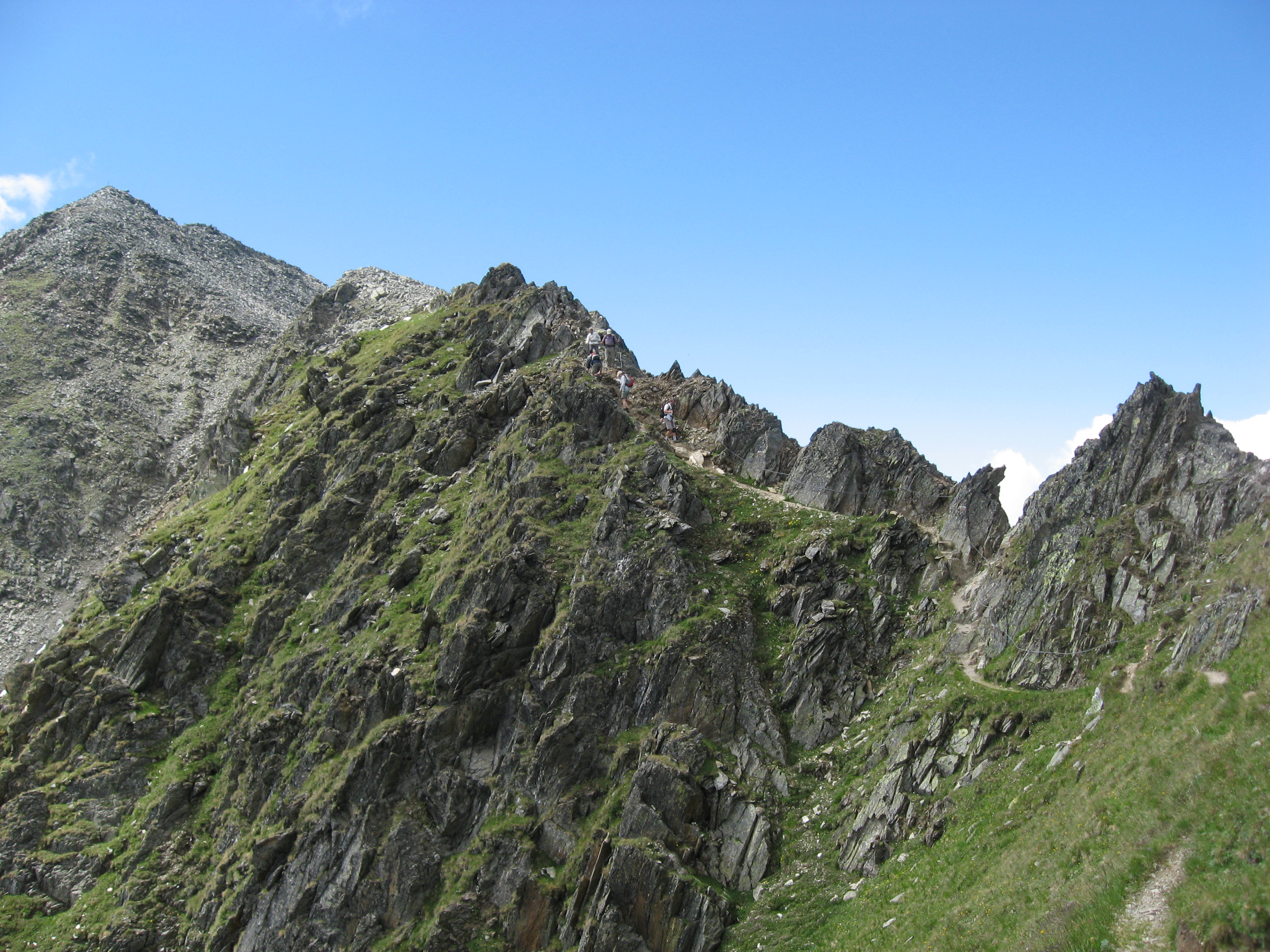
Am Grat zwischen Gorner und Rotenkogel

Der Rotenkogel ist ein 2762 m ü. A. hoher Gipfel in der Granatspitzgruppe in den Hohen Tauern in Osttirol.

## Lage und Umgebung
Der Doppelgipfel des Rotenkogel liegt in der südlichen Granatspitzgruppe zwischen dem Iseltal im Westen und dem Kalser Tal im Osten. Mit dem nordöstlich gelegenen Gorner (2702 m) verbindet ihn ein nach beiden Seiten steil abfallender Grat. Während der Grat in Richtung Süden zum Kegelstein (2418 m) ausläuft, schließt im Norden das Goldriedkar an. Der hier gelegene Goldriedsee wirkt aus einer gewissen Perspektive herzförmig und wird daher gerne für die regionale Tourismuswerbung abgelichtet.
Gut einen Kilometer nördlich des Gipfels liegt das Großglockner Resort Kals–Matrei, ein Skigebiet, das seit 2008 die Orte Matrei und Kals miteinander verbindet.

## Geologie
Die Lithologie südlich vom Kals-Matreier-Törl ist zum überwiegenden Teil aus plattigen, blassgrünlichen Quarziten und Chlorit-Serizit-Schiefern aufgebaut. Vereinzelt treten Feldspat führende Quarzitschiefer auf. Während der Grat Rotenkogel-Gorner aus sauren bis basischen Orthogneisen besteht, treten im Goldriedkar und um das Cimaross Glimmerschiefer und Paragneise auf. Am Kegelstein dominieren einförmige Paragesteine sowie granatische Hellglimmerschiefer.

## Aufstieg
Eine Besteigung des Rotenkogels setzt Trittsicherheit und Schwindelfreiheit voraus. Der beliebte Gipfel ist von Norden her über einen markierten Wanderweg erreichbar. Als Aufstiegshilfen können die Gondelbahnen von Großdorf und Matrei dienen.

### Ausgangspunkte
- Cimaross, Bergstation der Kalser Gondelbahn (Adler Lounge) (2405 m): 1½ Stunden
- Kals-Matreier-Törl-Haus (2207 m): 2 Stunden
- Bergstation der Matreier Goldriedbahn (2190 m): 2¼ Stunden
- Oberpeischlach (1060 m): über den Kegelstein, teilweise unmarkiert, 4 bis 4½ Stunden